# Чемпионат Реюньона по футболу
Чемпионат Реюньона по футболу (фр. Championnat de La Réunion de football) — высший футбольный дивизион на острове Реюньон, который входит в состав заморских территорий Франции. Контролируется самостоятельной организацией под названием Реюньонская лига футбола, являющейся ассоциированным членом КАФ без членства в ФИФА.
Футбол на Реюньоне появился в начале XX века, а дебютный чемпионат был проведён в 1950 году. Его первым победителем стала команда «Патриот», представляющая административный центр Реюньона — город Сен-Дени. Наибольшее число побед в чемпионате завоевал клуб «Сен-Пьеруаз» из Сен-Пьера, завоевавшим 21 титул (последний в 2019 году).
В сезоне 2024 года, который проводится с марта по октябрь, выступают 14 команд.
Действующим чемпионом турнира является команда «Эксельсиор». Победители и призёры турнира не участвуют во всеафриканских турнирах. В последний раз реюньонский клуб «Сен-Луизьен» выступил в Лиге чемпионов КАФ 2017 года.
В чемпионате Реюньона играли такие футболисты как Димитри Пайет, Роже Милла, Жан-Пьер Папен, Гийом Оаро.

## Список победителей
- 1950 — Патриот
- 1951 — Патриот
- 1952 — Жанна д’Арк
- 1953 — Патриот
- 1954 — Патриот
- 1955 — Патриот
- 1956 — Сен-Пьеруаз
- 1957 — Сен-Пьеруаз
- 1958 — Сен-Луизьен
- 1959 — Сен-Пьеруаз
- 1960 — Сен-Пьеруаз
- 1961 — Сен-Пьеруаз
- 1962 — Патриот
- 1963 — Сен-Луизьен
- 1964 — Сен-Луизьен
- 1965 — Сен-Луизьен
- 1966 — Сен-Луизьен
- 1967 — Сен-Луизьен
- 1968 — Сен-Луизьен
- 1969 — Сен-Луизьен
- 1970 — Сен-Луизьен
- 1971 — Сен-Пьеруаз
- 1972 — Сен-Пьеруаз
- 1973 — Сен-Пьеруаз
- 1974 — Эксельсиор
- 1975 — Сен-Пьеруаз
- 1976 — Сен-Пьеруаз
- 1977 — Оуэст
- 1978 — Сен-Пьеруаз
- 1979 — Сен-Полуаз
- 1980 — Сен-Дени
- 1981 — Сен-Полуаз
- 1982 — Сен-Луизьен
- 1983 — Сен-Полуаз
- 1984 — Сен-Дени
- 1985 — Сен-Полуаз
- 1986 — Сен-Полуаз
- 1987 — Сен-Дени
- 1988 — Сен-Луизьен
- 1989 — Сен-Пьеруаз
- 1990 — Сен-Пьеруаз
- 1991 — Стад Тампонез
- 1992 — Стад Тампонез
- 1993 — Сен-Пьеруаз
- 1994 — Сен-Пьеруаз
- 1995 — Сен-Дени
- 1996 — Сен-Дени
- 1997 — Сен-Луизьен
- 1998 — Сен-Луизьен
- 1999 — Стад Тампонез
- 2000 — Марсуэн
- 2001 — Сен-Луизьен
- 2002 — Сен-Луизьен
- 2003 — Стад Тампонез
- 2004 — Стад Тампонез
- 2005 — Стад Тампонез
- 2006 — Стад Тампонез
- 2007 — Стад Тампонез
- 2008 — Сен-Пьеруаз
- 2009 — Стад Тампонез
- 2010 — Стад Тампонез
- 2011 — Сен-Полуаз
- 2012 — Сен-Луизьен
- 2013 — Сент-Мариенн
- 2014 — Сен-Полуаз
- 2015 — Сен-Пьеруаз
- 2016/17 — Сен-Пьеруаз
- 2017 — Сен-Пьеруаз
- 2018 — Сен-Пьеруаз
- 2019 — Сен-Пьеруаз
- 2021 — Стад Тампонез
- 2022 — Сен-Дени
- 2023 — Эксельсиор

## Победители по клубам
| Клуб          | Город     | Побед | Последний |
| ------------- | --------- | ----- | --------- |
| Сен-Пьеруаз   | Сен-Пьер  | 21    | 2019      |
| Сен-Луизьен   | Сен-Луи   | 16    | 2012      |
| Стад Тампонез | Ле-Тампон | 11    | 2021      |
| Сен-Полуаз    | Сен-Поль  | 7     | 2014      |
| Патриот       | Сен-Дени  | 6     | 1962      |
| Сен-Дени      | Сен-Дени  | 6     | 2022      |
| Эксельсиор    | Сен-Жозеф | 3     | 2023      |
| Жанна д’Арк   | Ле-Пор    | 1     | 1952      |
| Марсуэн       | Сен-Леу   | 1     | 2000      |
| Оуэст         | Сен-Поль  | 1     | 1977      |
| Сент-Мариенн  | Сент-Мари | 1     | 2013      |

## Лучшие бомбардиры
Четыре раза подряд с 2016 по 2019 год лучшим бомбардиром чемпионата становился Жан-Мишель Фонтен. В 2023 году лучшим бомбардиром с 23 голами стал Анджело Андрианантенаина из «Эксельсиора».
| Год  | Лучший бомбардир         | Клуб          | Голов |
| ---- | ------------------------ | ------------- | ----- |
| 1999 | Хумади Бойна             | Стад Тампонез | 22    |
| 2000 | Роберт Рато              | Каприкорн     | 20    |
| 2001 | Бернар Лаколле           | Марсуэн       | 22    |
| 2002 | Фарид Кекар              | Поссесьон     | 19    |
| 2003 | Вилли Роберт             | Сен-Полуаз    | 19    |
| 2003 | Саломон Кехи             | Стад Тампонез | 19    |
| 2004 | Мусса Траоре             | Стад Тампонез | 16    |
| 2005 | Вилли Виснельда          | Сен-Луизьен   | 12    |
| 2005 | Джимми Джерри            | Сен-Дени      | 12    |
| 2006 | Мамуду Диалло            | Сен-Пьеруаз   | 21    |
| 2007 | Антуан Расолофо          | Марсуэн       | 18    |
| 2008 | Квентин Боэссо           | Сен-Пьеруаз   | 23    |
| 2009 | Бриттон Мандилимана      | Сент-Мариенн  | 21    |
| 2010 | Праксис Рабемананджара   | Сен-Дени      | 12    |
| 2011 | Мохамед Эль-Мадагри      | Стад Тампонез | 11    |
| 2012 | Жорж Ба                  | Сен-Луизьен   | 9     |
| 2013 | Фейсал Загар             | Сен-Луизьен   | 12    |
| 2013 | Джереми Баскейз          | Сен-Полуаз    | 12    |
| 2014 | Квентин Боэссо           | Сен-Пьеруаз   | 13    |
| 2015 | Фабрис Ракотондрайб      | Сент-Мариенн  | 14    |
| 2016 | Жан-Мишель Фонтен        | Сен-Пьеруаз   | 19    |
| 2017 | Жан-Мишель Фонтен        | Сен-Пьеруаз   | 22    |
| 2018 | Жан-Мишель Фонтен        | Сен-Пьеруаз   | 20    |
| 2019 | Жан-Мишель Фонтен        | Сен-Пьеруаз   | 21    |
| 2020 | Пьеррик Кеи              | Жанна д’Арк   | 9     |
| 2021 | Пьеррик Кеи              | Жанна д’Арк   | 12    |
| 2021 | Мохамед Эль Мадагри      | Эксельсиор    | 12    |
| 2022 | Мамуду Диалло            | Сен-Дени      | 26    |
| 2023 | Анджело Андрианантенаина | Эксельсиор    | 23    |